# كارتوناج

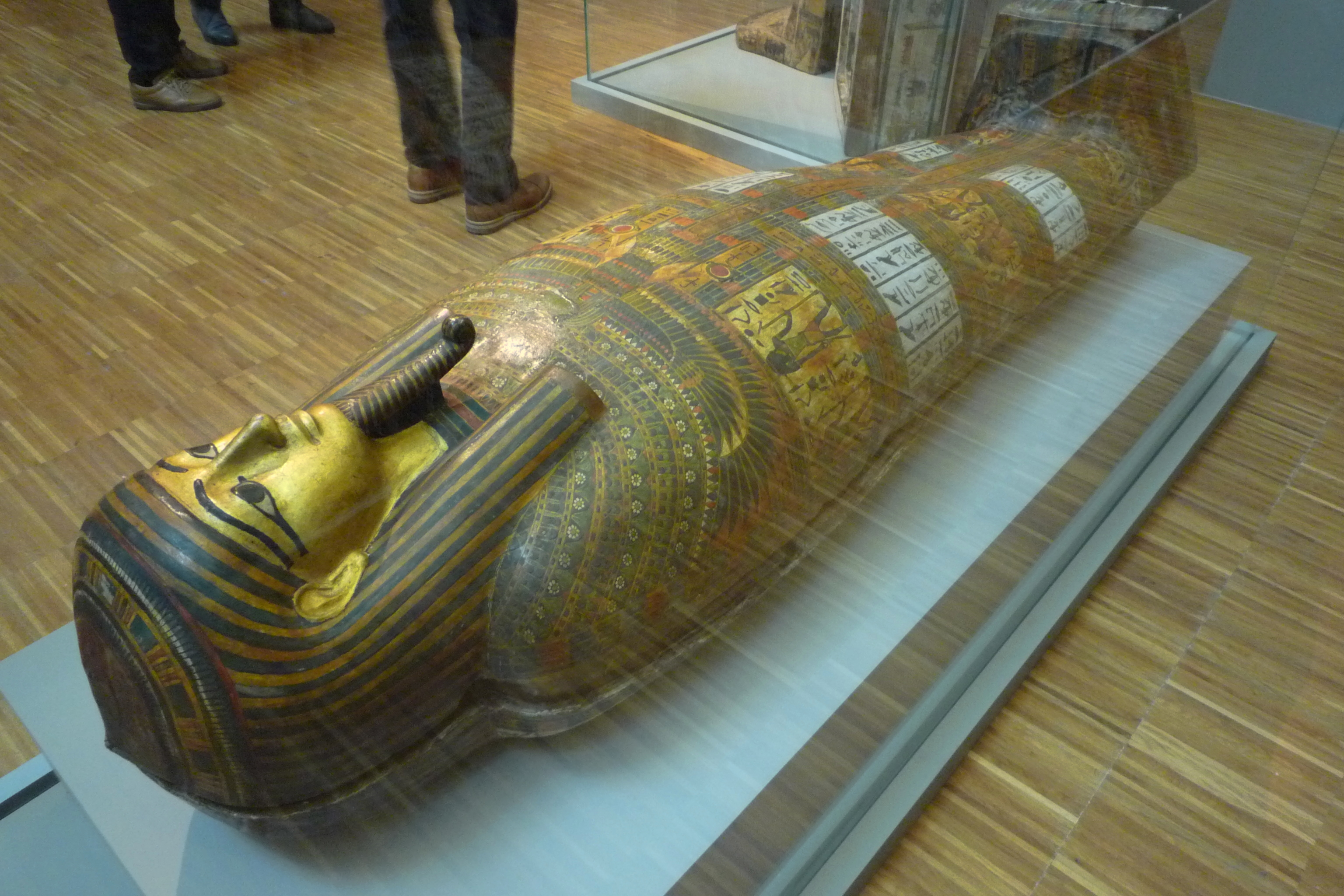
كرتوناج قماش كتان مطلي بالجص والمذهب والمذهب، متحف غرونوبل.

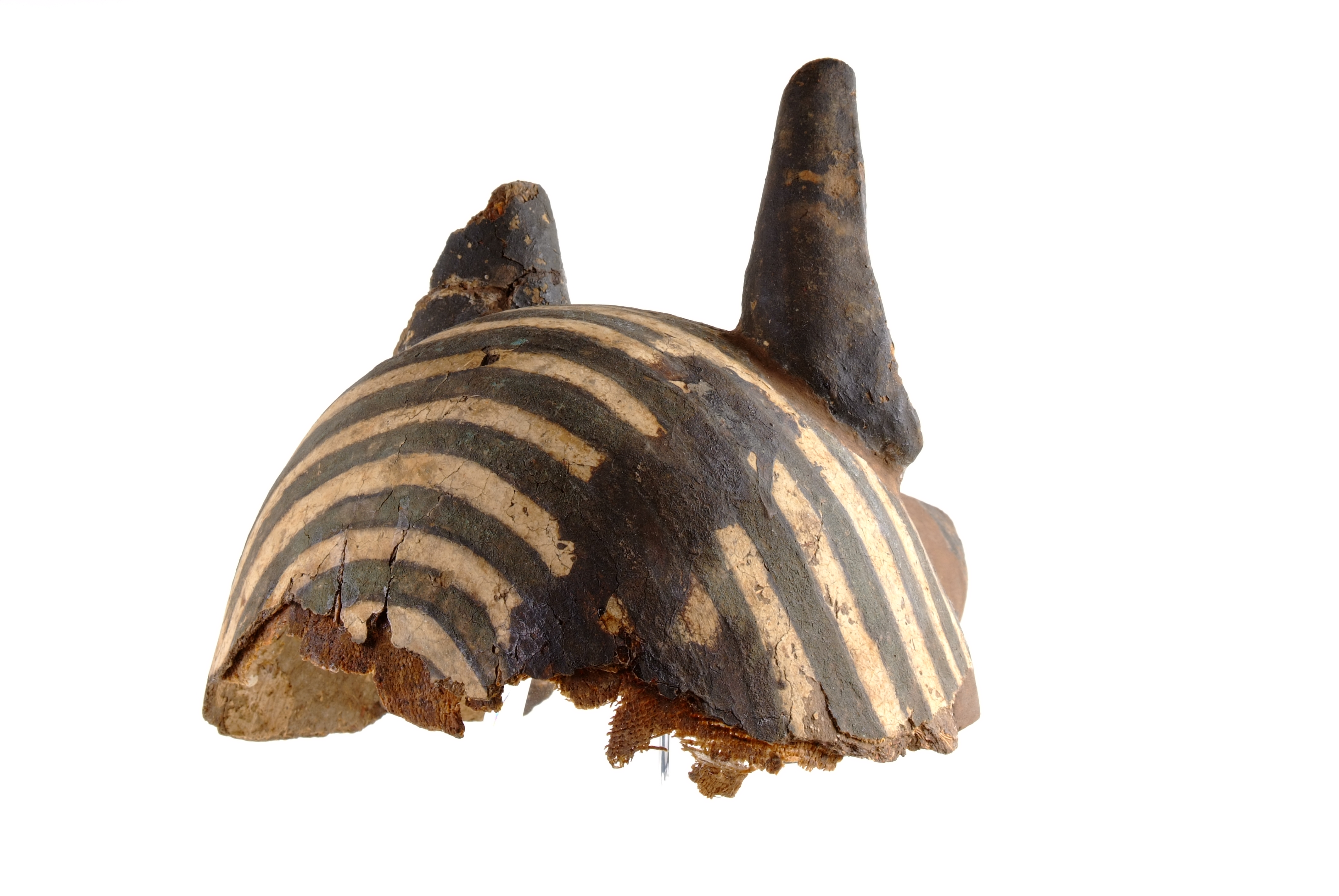
الجزء الخلفي من كارتوناج قناع أنوبيس

الكارتوناج هو نوع من المواد المستخدمة في غلاف التوابيت والمومياوات والأقنعة الجنائزية المصرية القديمة من الفترة الانتقالية الأولى إلى العصر الروماني. كانت مصنوعة من طبقات من الكتان أو ورق البردي مغطى بالجص.

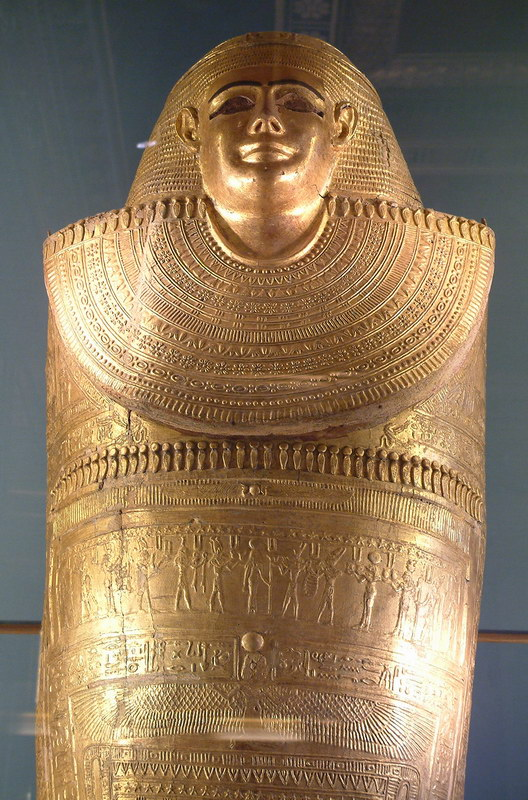
كارتوناج لمومياء - أقمشة متكتلة وجصية ومذهبة - متحف اللوفر

## تقنية

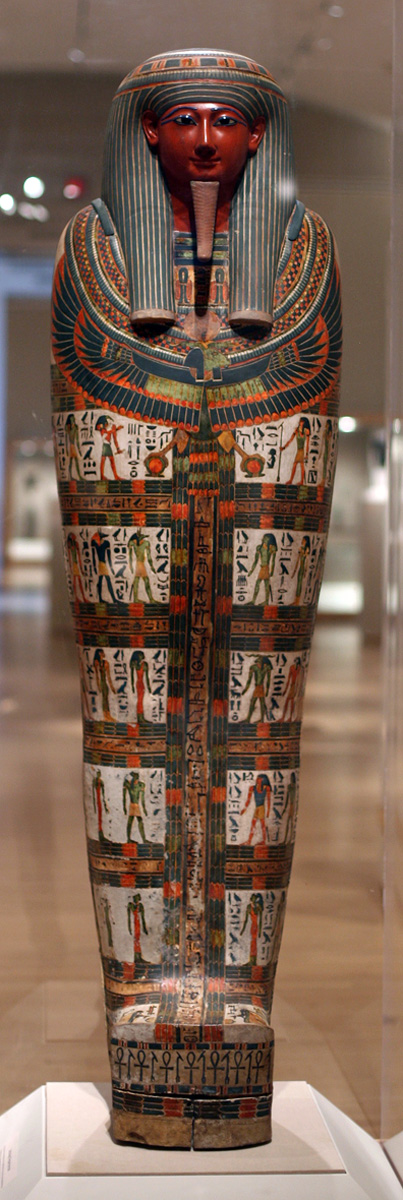
كارتوناج كتان أو ورق بردى ممزوج بالجص، صبغة، زجاج، لازورد، متحف بروكلين

في تقنية شبيهة بالمعجون الورقي، تم لصق قصاصات من الكتان أو ورق البردي مع الجص أو الراتنج وتستخدم لصنع علب وأقنعة المومياء. يمكن تشكيلها على شكل الجسم، وتشكيل نوع من الصدفة. بعد تجفيف المادة يمكن دهنها أو طلاؤها بالذهب. يمكن تزيين القشرة بأشكال هندسية وآلهة ونقوش. خلال العصر البطلمي، تم تغيير طريقة القشرة الواحدة لتشمل أربع إلى ست قطع من الكرتوناج. سيكون هناك بشكل عام قناع، وصدرية، ومئزر، وغطاء للقدم. في حالات معينة، تم استخدام قطعتين إضافيتين لتغطية القفص الصدري والمعدة.

## مواد
تغيرت المواد المستخدمة في إنتاج الكارتوناج بمرور الوقت. في المملكة المصرية الوسطى، كان من الشائع استخدام الكتان المغطى بالجبس، خلال الفترة الانتقالية الثالثة، والكتان والجص، وأثناء العصر البطلمي، ولفائف البردي القديمة، وأثناء العصر الروماني، باستخدام مواد ليفية أكثر سمكًا.
كانت إعادة استخدام أوراق البردي التي كانت تعتبر نفايات شائعة خلال العصر البطلمي. تم استخدام العديد من الوثائق المهملة من الحكومة والمحفوظات لهذا الغرض.

## الأهمية الأثرية
احتفظ إعداد الكارتوناج بأقسام من ورق البردي؛ لذلك، فهو مصدر بارز لأقسام المخطوطات المحفوظة جيدًا. في عام 1993، تلقت مدينة هلسنكي أربعة عشر قطعة من الكرتوناج من متحف برلين المصري. تم تكليف المحافظين بالحفاظ على الكرتوناج ونشر جميع نصوص البردي اليونانية المشتقة منها.
صُممت الأقنعة الجنائزية الكرتونية لتمثيل وجه المتوفى بشكل مثالي، وهي ذات صلة كنقطة انطلاق للعملية التطورية التي ستؤدي إلى إنشاء توابيت مجسمة. إنها تشكل رابط المرور بين ممارسة نمذجة الأجسام باستخدام ضمادات مبللة بالجبس (شائعة في المملكة المصرية القديمة) والتوابيت المجسمة اللاحقة. علاوة على ذلك، فإن تحضير الكارتوناج حافظ على سلامة البرديات المستخدمة فيه: وهذا يجعل الكارتوناج مصدرًا ثمينًا للمخطوطات المحفوظة جيدًا.